# 皇国史観
皇国史観（こうこくしかん、旧字体：皇國史󠄁觀）とは、日本の歴史が万世一系の天皇を中心として展開されてきたとする歴史観。

## 概要

### 定義
皇国史観の定義については、さまざまな見解がある。
- デジタル大辞泉は、「万世一系の天皇を中心とする国体の発展・展開ととらえる歴史観」と紹介している[1]。
- 日本大百科全書には、「国教化した天皇中心の超国家主義的日本史観」と記述されている[1]。
- 精選版 日本国語大辞典には、「万世一系とする天皇による国家統治を日本の歴史の特色とする考え方」で「古事記・日本書紀の神話を歴史的事実とする」と記述されている。

### 起源
起源についても、多くの見解が散見される。
- 日本大百科全書には、「その根源は幕末の尊攘(そんじょう)思想、平田国学、明治の国粋主義などまでさかのぼりうる」とある[1]。
- 日本共産党のしんぶん赤旗は、「その概念を、いつの時代にまでさかのぼって定義するかによって成立時期が異なります」とし、「「史観」としていつ確立されたかについてはさまざまな見方があります」とした上で「「体系」的とは言い難い概念」だと主張している[2]

## 沿革

### 南北朝時代・江戸時代
皇国史観の先駆は、南北朝時代に、南朝の北畠親房が著した『神皇正統記』である。江戸時代には水戸学や国学がおこり、幕末になると尊皇攘夷運動が盛んになった。

### 第二次世界大戦前
明治維新後、政府は水戸学の影響を受け、皇国史観を「正統な歴史観」として確立していく。1889年に制定された大日本帝国憲法で“大日本帝国は万世一系かつ神聖不可侵の天皇が統治すること”（君主主権）と明記した。
明治以降の歴史教科書では、足利尊氏が朝廷に刃向かった朝敵とされたが、永禄年間までは楠木正成のほうが朝敵とされていた（下記「南北朝正閏論争」も参照）。

#### 経過
1880年代には記紀神話に対する批判など比較的自由な議論が行われていた。また考古学も発展し、教科書には神代ではなく原始社会の様子も記述されていた。
しかし、1891年には帝国大学教授久米邦武の「神道は祭天の古俗」という論文が不敬罪に当たるとの批判を受け職を追われた。このような変化は、神道内においては伊勢派 が出雲派 を放逐したことと軌を一にする。
その後、1920年代には大正デモクラシーの高まりを受け、歴史学にも言論が活溌になり、左翼においてはマルクス主義的な唯物史観に基づく歴史書も出版されたが、社会主義に対する危機感と共に統制も強化された。1935年には天皇機関説事件が起きた。1940年には歴史学者津田左右吉の記紀神話への批判が問題となり、著作が発禁処分となった。一般の歴史書でも、皇国史観に正面から反対する学説を発表する事は困難となった。そして、第二次世界大戦が勃発すると、「日本は強い国、世界に一つの神の国（以下省略）」と記載した修身科の国定教科書『ヨイコドモ』が小学校に配布された。

#### 南北朝正閏論争
1911年には、小学校の歴史教科書に鎌倉幕府滅亡後の時代を「南北朝時代」とする記述があった点が、南朝と北朝を対等に扱っているとして帝国議会で問題とされた。文部省の喜田貞吉は責任を取って休職処分にされた。これ以後の教科書では、文部省は後醍醐天皇から南北朝合一までの時代を「吉野朝時代」と記述するようになった。
現在の皇室は北朝の流れであり、北朝の天皇の祭祀も行っている。しかし、足利尊氏を逆臣とする水戸学では、南朝を正統と唱えていた。また、幕末の尊王論に影響を与えた儒学者頼山陽は、後小松天皇は後亀山天皇からの禅譲を受けた天皇であり、南朝正統論と現皇室の間に矛盾はないと論じた。南北朝正閏論争以降、宮内省も南朝が正統であるという見解を取った。

### 第二次世界大戦後
日本の降伏により、連合国軍最高司令官総司令部占領中、占領軍の命令の下に大日本帝国憲法を改正して日本国憲法が施行され、国民主権が明記された。そして、マルクス主義の唯物史観も広まった。これらの点も含め、歴史学の先史学、古代史（上代史）・考古学の研究が進展した。また「古代」「中世」「近世」「近代」「現代」といった名称も用いられるようになった。これらは一般的に「戦後史学」と呼ばれた。
これに基づく歴史家たちは、皇国史観は超国家主義の国家政策の一環とみなし、「周到な国家的スケールのもとに創出されたいわば国定の虚偽観念の体系」と批判している。
本郷和人は「皇国史観は「大きな物語」として創作されたもので、学問的には１つ１つの実証や整合性は無視されており、「天皇の歴史像すらまともに描けない、典型的な空論」で、学問というよりも宗教の領域だ」と論じている。